# マリアンヌ・パール

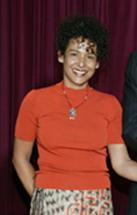
マリアンヌ・パール

マリアンヌ・パール（Mariane Pearl、本名：Mariane van Neyenhoff Pearl、1967年6月23日 - ）は、フランスのドキュメンタリー映画監督、番組プロデューサー、司会者、作家、フランス創価運動体会員。
オランダ系ユダヤ人・アフロ＝ラテン系キューバ人・中国系キューバ人の血を引く両親の間にパリにて生まれる。1999年にWall Street Journalの記者であるダニエル・パールと結婚。
2002年にパキスタンにて夫ダニエルが誘拐される。この時マリアンヌは妊娠6か月であった。ダニエルが殺害された3か月後にパリで第一子（アダム・ダニエル）を出産した。
2003年に手記『マイティ・ハート』を出版。2007年にはマイケル・ウィンターボトムにより映画化、マリアンヌはアンジェリーナ・ジョリーが演じ、作品・演技共に高い評価を得た。
アンジェリーナ・ジョリーとは私生活でも深い友情で結ばれている。